# Вранча (Румунія)
Вранча (рум. Vrancea) — село у повіті Мехедінць в Румунії. Входить до складу комуни Буріла-Маре.
Село розташоване на відстані 277 км на захід від Бухареста, 11 км на південний захід від Дробета-Турну-Северина, 99 км на захід від Крайови.

## Населення
За даними перепису населення 2002 року у селі проживали 316 осіб, усі — румуни. Усі жителі села рідною мовою назвали румунську.